# WarnerMedia Studios & Networks
WarnerMedia Studios & Networks fue la división de los canales infantiles y entretenimiento de WarnerMedia encargada de HBO y Cinemax; así como las operaciones de entretenimiento del anterior Turner Broadcasting System, que incluían a Cartoon Network, Boomerang, TCM, TBS, TNT y TruTV y desde finales de mayo de 2019, de la compañía de medios digitales Otter Media, la cual se trasladó desde Warner Bros. La división también contenía las ventas directas al consumidor de WarnerMedia, incluido el servicio de vídeo bajo demanda HBO Max que se lanzó en mayo de 2020. Bob Greenblatt encabezó la división como presidente.

## Historia
El 4 de marzo de 2019, David Levy y el jefe de HBO, Richard Plepler, anunciaron que dejarían la compañía como parte de una reestructuración dentro de WarnerMedia que pondría fin a los "feudos". Bajo la reorganización, WarnerMedia Entertainment estaría dirigida por el presidente Robert Greenblatt y contendría Home Box Office, TNT, TBS, TruTV y el servicio directo al consumidor.
También se crearía WarnerMedia News & Sports, siendo dirigida por el presidente Jeff Zucker y añadiría a CNN Worldwide (CNN, CNN.com, CNN International, CNN en Español, CNN Chile, HLN, Great Big Story) junto a la mayoría de las unidades deportivas, AT&T Regional Sports Networks, Bleacher Report y Turner Sports.
Warner Bros. agregaría canales de Turner tales como Cartoon Network, Adult Swim, Boomerang, Turner Classic Movies entre otros. Gerhard Zeiler pasó de ser presidente de Turner International a director general de ingresos de WarnerMedia y supervisó las ventas consolidadas de publicidad y afiliación.
El 8 de abril de 2022, WarnerMedia se fusionó con Discovery, Inc. para formar Warner Bros. Discovery, lo cual provocaría una nueva estructuración en la compañía.
En consecuencia, los activos de WarnerMedia Studios & Networks han pasado a formar parte de Warner Bros. Discovery Networks.

## Estudios de Cine y televisión
- Warner Bros. Studios
- Warner Bros. Pictures
- Warner Bros. Television
- Warner Bros. Animation
- Warner Animation Group
- Warner Bros. Interactive Entertainment
- Warner Home Video
- New Line Cinema
- Castle Rock Entertainment
- DC Comics
- DC Entertainment
- DC Films
- Williams Street
- Turner Entertainment
- Cartoon Network Studios

## Canales de televisión

### Warner Bros. Kids, Young Adults and Classics
- Cartoon Network
- Boomerang
- Adult Swim
- Turner Classic Movies

### Home Box Office, Inc.
- HBO Latin America Group
  - HBO
  - HBO 2
  - HBO Signature
  - HBO Plus
  - HBO Family
  - HBO Mundi
  - HBO Pop
  - HBO Xtreme
  - Cinemax

### Otros
- TNT
  - TNT Series
  - Space
- TBS
- HTV
- Glitz
- I.Sat
- Warner
  - WarnerTV Serie

## Servicio de video bajo demanda
El 10 de octubre de 2018, WarnerMedia anunció que lanzará un servicio de streaming over-the-top a finales de 2019.
El CEO de AT&T, propietario de WarnerMedia, Randall Stephenson, indicó a mediados de mayo de 2019 que usaría la marca HBO para el servicio y se vincularía a los operadores de cable, ya que los suscriptores de HBO tendrían acceso al servicio de streaming. Se esperaba una versión beta en el cuarto trimestre de 2019 y el lanzamiento completo en el primer trimestre de 2020 en ese momento.
El contenido del servicio se basará en HBO así como en las demás marcas de entretenimiento de WarnerMedia tales como: TBS, TNT, TruTV, Adult Swim, Boomerang, CNN, Cartoon Network, The CW, Crunchyroll, DC Entertainment, Looney Tunes, New Line Cinema, Rooster Teeth, Turner Classic Movies y Warner Bros.